# Bria Holmes
Bria Holmes (New Haven, 19 aprile 1994) è una cestista statunitense, professionista nella WNBA.

## Carriera
È stata selezionata dalle Atlanta Dream al primo giro del Draft WNBA 2016 (11ª scelta assoluta).